# Gerardo Islas Maldonado
Ángel Gerardo Islas Maldonado (Puebla de Zaragoza, 9 de septiembre de 1983-Madrid, 2 de febrero de 2023) fue un político y empresario mexicano. Fue diputado local en el Congreso del Estado de Puebla por el Distrito XXII, coordinador parlamentario del partido Nueva Alianza en el congreso del Estado de Puebla y presidente del Partido Fuerza por México.

## Biografía
Nació en Puebla de Zaragoza el día 9 de septiembre de 1983 y sus padres fueron Gerardo Islas Hernández y Fabiola Maldonado Naude.
Obtuvo la licenciatura en Derecho y Ciencias de la Educación; posteriormente obtiene el grado de maestría en Administración Pública en la Universidad Anáhuac de Puebla. Obtiene en el año 2019 el doctorado Honoris Causa,  presea que le fue otorgada durante la Ceremonia Solemne del Concilio Doctoral de México de la Universidad Nacional Autónoma de México, del Claustro Mundial Universitario. Dicha distinción le fue otorgada por su trabajo en favor de los grupos vulnerables.
A los quince años asumió la subdirección del Diario Círculo Poblano, siendo nombrado en 2002 director. En 2009 transforma el Diario Círculo Poblano en Grupo Sexenio Comunicaciones, siendo presidente del Consejo de Administración hasta su fallecimiento.
Trabajó en proyectos como la fundación de la Asociación Civil Infraestructura y Desarrollo de América Latina A.C. Era accionista del grupo A&I Beverages, así como de Biostark SA de CV. Fue miembro del patronato de la fundación Checo Pérez desde 2013, así como de la fundación Scholas del Papa Francisco.
Fallece en Madrid, España, el 2 de febrero de 2023, debido a un infarto.

## Trayectoria política
- En 2000 es nombrado presidente nacional de Jóvenes en Federalismo en la cámara de diputados.[8]
- En 2010 funge como coordinador de relaciones públicas en la campaña a la gubernatura de Puebla de Rafael Moreno Valle en la alianza Compromiso por Puebla.[8]
- Participó en 2011 con el cargo de sub coordinador general de campaña del entonces candidato Eruviel Ávila en el Estado de México, así como en las campañas de Marcos Covarrubias en Baja California Sur, Ángel Aguirre en Guerrero, Alejandro Moreno en Campeche y Omar Fayad en Hidalgo, entre otras.
- En 2013 es candidato a diputado local plurinominal por el partido Nueva Alianza.[9]
- En 2015 es nombrado delegado del comité de Dirección Nacional del Partido Nueva Alianza en la 4.ª circunscripción.
- Es nombrado secretario de Desarrollo social del estado de Puebla en 2016 por el entonces gobernador, Rafael Moreno Valle.[10]
- En 2017 es nombrado nuevamente Secretario de Desarrollo social del Estado de Puebla por el Gobernador en turno Antono Gali Fayad.
- Fue elegido diputado local de la LX legislatura del congreso de Puebla representando el Distrito XXII.[2]
- En 2019 es nombrado coordinador parlamentario del partido Nueva Alianza.